# Adidas Terrestra Silverstream
Adidas Terrestra Silverstream foi a bola de futebol oficial do Campeonato Europeu de Futebol de 2000, realizado na Bélgica e na Holanda. A bola foi produzida pela empresa alemã Adidas.
A grande novidade desta bola foi a sua cor prateada. Este tom foi escolhido pela relação que tem com os rios existentes nos países organizadores do Euro-2000.